# 조지 케넌
조지 프로스트 케넌(George Frost Kennan, 1904년 2월 16일 ~ 2005년 3월 17일)은 미국의 외교관, 역사가이다. 냉전 시기 소련의 확장에 대응하는 봉쇄 정책의 주창자로 알려져 있으며 소련과 미국 간 관계에 대해 집필하고 강의하였다.

## 약력
- 1926국무부 외무직원 소련 독일등 유럽에서 여러나라 근무 /
- 1947.4 조지 마샬의 요청으로 정책기획실을 구성 장기적인 미국의 대외정책을 수립./
- 1950년 공직을 벗어나 모교인 프린스턴 고등연구소 /
- 1952 주소련대사
- 1961~1963 유고대사/
- 이후 계속 고등연구소에서 활동
- 고전적 현실주의 국제정치학자로 분류됨/
- "러시아, 전쟁을 떠나다(1956)"로 퓰리처상 수상/
- Foreign Affairs 1947년 7월호에 실린 논문에서 '소련 봉쇄'를 주장 ('조지캐넌의 미국외교 50년' 7.소련 행동의 원천;p267-도서출판 가람기획 2013.8.6.)

## 행적

### 미국의 '외교적 압력과 비난'정책을 비판
그는 워싱턴을 비판했다. 미국 정책이 다루어야 할 현실에는 일본의 인구 증가, 중국의 약점과 불안정, 일본의 야망에 대응할 수 있는 실질적인 방법이 포함되었다. 그는 일본이 미국보다 아시아 본토에 더 큰 관심을 갖고 있으며, 일본 정책을 좌절시키려는 워싱턴의 노력은 도쿄에서 군국주의 자들의 힘을 증가시킬 뿐이라고 지적했다. 미국이 일본에 대한 정책을 조정했다면 진주만을 피할 수 있었다는게 그의 주장의 요점이다.

#### 일본 전체주의화와 미국 책임론에 관한 건
"양차대전 전간기 미국이 동아시아에서 일본 제국이 점했던 입지와 대륙에 대한 이해관계를 경시한 나머지 일본 국내의 극단주의 세력이 부상하게끔 조장한 측면이 있었고, 그들을 수정주의 노선으로 치닫게 만들었다. 그 결과 중일전쟁 및 진주만 사태로 이어지는 역사적 조류가 형성되었으며, 일본을 패망시키긴 했지만, 그로 인해 파생된 세력 균형 구조상의 공백은 소비에트 러시아와 공산화된 중국이 차지해버리는 오히려 더 나쁜 결과만 초래했을 따름이다.
우리 미국이 한국에서 불행한 상황에 처한 건 2차대전 이전에 일본의 권익을 제대로 이해하지 못했고, 또한 아무런 희망적인 대안조차 제시하지 못한 주제에 문호 개방을 빙자해 일본을 아시아 대륙으로부터 무작정 몰아내려고 고집한 끝에 일종의 '얄궃은 벌'을 받은 후과인 셈이다."
즉, 미국이 일본 입장을 전혀 생각 안 해주고 일본이나 아시아에 무관심했다. 그 탓에 일본을 전쟁할 수밖에 없는 방향으로 몰아붙인 미국의 책임도 없지 않다. 그 벌로 중국, 러시아를 상대로 미국 혼자서 싸워야 하는 벌을 달게 받게 생겼다는 논리다. 조지 케넌은 방일할 때에도 맥아더와 자주 만났는데, 그를 일본 관리보다는 연합군 최고 사령관이라는 명칭을 써서 불렀다. 이런 더글라스 맥아더 사령관 역시 조지 케넌의 사상을 공유했다는 것을 맥아더의 다음 연설에서 알 수 있다.
"일본을 통치한 뒤, 일본의 내부 사정을 알게 됐다. 생각보다 더 가난하고 궁핍한 생활을 하고 있었다.
일본은 자원이 부족한데 대공황으로 세계 무역이 제기능을 하지 않아 상품을 내다 팔 수 없었고
경제위기의 돌파구로 전쟁 밖에 없었다. 미국의 자원 무역제재 조치는 일본에 치명적였고
일본은 (미국과의 확전으로) 전쟁을 일으키지 않을 수 없었다.
게다가 유럽 민주주의 국가들하고 지역적으로 가까이 있는 독일은 민주주의를 충분히 알고도
파시즘으로 빠졌던 반면, 일본은 그렇지 못하고 주변에 민주주의 국가들이 없어 충분히 민주주의를 받아들일 기회가 없었다.
따라서 일본의 정신연령은 13세의 청소년이다. (유명한 맥아더의 일본인 정신연령은 13살 발언이 이 뜻)
명예높은 미국이 13세의 청소년 같은 판단력을 가진 자에게 성인과 똑같은 책임을 물어야 하는가? (도쿄 국제군사재판을 겨냥한 발언)"

### 공산주의 국가에 대한 언급

#### 중국 관련
조지 케넌은 중국을 소련의 동맹이 아닌, 위성국가라고 언급한 바가 있다. 조지 케넌은 항상 감정주의 외교정책을 경계할 것을 강조했다. 중국 민족주의 지도자 장개석을 거의 사용하지 않았지만 그럼에도 불구하고 미국은 중국 공산주의자들이 대만을 강제로 점령하려는 시도에 반대해야한다고 믿었다.

#### 한반도 관련
1950년 6월 북한이 남한을 침공했을 때 케난은 남한을 방어하기 위해 미국의 군사력을 사용하는 것을 지지했지만, 격리 정책에 따라 정치적 목표는 현상 유지를 회복하는 것이라고 믿었습니다.. 기 질적으로 그는 공산주의 폭정으로부터 사람들을 해방시키기 위한 십자군을 포함하여 십자군에 반대했습니다. 트루먼 행정부 내에서 그는 미군이 38 선을 넘어서는 안 된다고 권고했습니다.

#### 인도차이나 관련
1950년 8월 인도 차이나에서 미국의 정책이 프랑스에서 정치적 통제를 유지하기 위해 프랑스를 인수하고 미국이 이미 영국의 일부를 맡았던 방식으로 프랑스 제국의 책임을 맡게 될 위험이 있다고 경고했다. 이 경고에도 불구하고 조지 케넌은 처음에 인도 차이나에서 공산주의를 봉쇄하려는 미국의 노력을 지지했다. 결국 그는 유고 슬라비아 주재 미국 대사로서 케네디 행정부의 일원이었다. 그러나 케난은 점차적으로 베트남 전쟁에 대해 불만을 토로하며 미국이 요구하는 이익보다 훨씬 더 많은 것을 그 갈등에 투자하고 있다고 걱정했다. 그는 그 전쟁에서 공산주의의 승리가 세계적 권력 균형을 바꿀 것이라고 믿지 않았다. 1966년 상원 외교위원회 증언에서 그는 파괴할 괴물을 찾기 위해 해외로 나가지 말라는 John Quincy Adams의 유명한 경고를 인용했고, 미국은 “불건전한 입장의 청산이 . . . 사치스럽거나 타협하지 않는 목표를 완고하게 추구한다."라는 말을 믿었다.

#### 키신저의 조지 케넌 평가
세계에 대한 닉슨-키신저의 접근 방식 (소련과의 데탕트, 중국 개방, 베트남 전쟁 참전 종료)은 케난에게 호의를 보였다. 한 때, 키신저가 “미국의 어느 누구보다 나의 견해를 더 잘 이해한다”고 말했다. 극동 지역의 사건과 발전에 대한 그의 견해를 포함한 조지 케넌의 지정 학적 세계관은 항상 힘의 균형에 대한 비감정적인 계산과 인간 본성의 한계와 비극에 대한 감사를 기반에 두고 있었다.

## 사상

### 현실주의 외교
냉전 당시 미국의 가장 유명한 책사였던 헨리 키신저와 겹치는 사상을 갖고 있다. 조지 케넌과 키신저 두 사람 다 "탈감정주의"를 갖고 있고 늘 강조했었다. 키신저 역시 베트남 전쟁의 빠른 종결을 위해 베트남과 협상 시도도 했고, 조지 케넌도 한국 전쟁에서 미국이 38선 이북까지 수복하기 시작하자 이를 저지하려는 시도를 했었다는 행보까지 똑같다. 한마디로, "선을 넘지 말고 선을 지키며 냉철하게 행동하자."는 주의였다. 두 사람 모두 "머리를 차갑게 하고, 세계 정세를 객관적으로 보며 현실적인 판단을 해 국익을 우선시 한다."라는 현실주의적인 외교 정책 마인드를 갖고 있었다. 중요한 건 이는 미국이 잘못된 길로 걸어가거나 손해보는 실수를 저지르지 않길 걱정하는 시야로 바라보는 애국적인 외교 판단였다. "파괴할 괴물을 찾기 위해 해외로 나가지 말라"는 말처럼, 눈 앞의 보이는 적대세력의 겉모습만 보고 달려들고 보는 태도나 타입의 애국자들에 대한 경고와 충고였다.

### 봉쇄의 아이콘
1947년 '소련 봉쇄'를 주창한 것만큼, 그는 "봉쇄의 아버지"로 불리는 미국사의 한 거인이다. 그는 키신저처럼 전쟁이 길어지는걸 막고자하는 현실주의자였지만, 그렇다고 적에 대한 경계를 하지 않는 것은 아녔다. 선을 넘지 말자는 주의이나, 선을 튼튼하게 만들려고 했다. 적에 대한 경계를 늦추지 않는 그의 태도가 공산주의 세력에 대한 봉쇄론으로 발전됐다.

### 냉전에 대한 시각
그는 중공을 자주적인 국가로서 소련의 동맹이 아니라, 소련의 위성국가로 봤다. 최종 적은 소련이라는 그의 생각을 살펴 볼 수 있는 발언이다. 그와 키신저가 생각한 선을 넘지 않는 주의는 냉전 당시 미국과 소련이 서로 선을 넘지 않고 경쟁하는 대결 구도로 이끌어 가게 됐다.

## 같이 보기
- 미국인
- 정치인
- 역사가